# Centaurea maireana
Centaurea maireana — вид квіткових рослин айстрових (Asteraceae). Ендемік Марокко.

## Середовище
Населяє скелясті місцевості.

## Морфологічна характеристика
Це безстебловий багаторічник 3–7 см заввишки. Листки в розетці, черешкові, яйцевидно-лопатчаті, цілокраї або лопатеві, частки тупі. Квіткова голова поодинока в центрі розетки. Обгортка гола, зворотноконічна. Квітки жовті. Період цвітіння: літо.